# Viện trưởng Hành chính viện
Viện trưởng Hành chính viện (行政院院長, Hành chính viện viện trưởng), thường được gọi là Thủ tướng (閣揆, các quỹ) là người đứng đầu Hành chính viện, nhánh hành pháp của chính phủ Trung Hoa Dân Quốc (thường gọi là Đài Loan). Một số tài liệu đôi khi gọi chức vụ này là Thủ tướng Đài Loan (tiếng Anh: Premier of Taiwan). Theo đó, Đài Loan giống như một quốc gia Bán-tổng thống chế, nghĩa là có một tổng thống và một thủ tướng. Đa số các Viện trưởng đều từng là các nhà lập pháp.
Trong lịch sử kể từ khi thành lập nhà nước Trung Hoa Dân Quốc thì Thủ tướng Trung Hoa Dân Quốc ngoài được gọi bằng cái tên là Viện trưởng Hành chính viện từ năm 1928-nay sau chiến dịch Bắc phạt (1926-1928), thì còn được gọi bằng các tên khác dưới thời Chính phủ Bắc Dương: Quốc vụ Tổng lý (1912-1914, 1916-1928), Chính sự đường Quốc vụ khanh (1914-1916).

## Danh sách

### Trước Hiến pháp
|          |             |                             |            |            |            |             |
| Thứ tự   | Hình ảnh    | Tên                         | Nhiệm kỳ   | Nhiệm kỳ   | Chính đảng | Quê quán    |
| Thứ tự   | Hình ảnh    | Tên                         | Bắt đầu    | Kết thúc   | Chính đảng | Quê quán    |
| 1        |             | Đàm Diên Khải               | 25/10/1928 | 22/9/1930  |            | Hồ Nam      |
| Ủy nhiệm |             | Tống Tử Văn                 | 25/9/1930  | 24/11/1930 |            | Hải Nam     |
| 2        |             | Tưởng Trung Chính           | 24/11/1930 | 15/12/1931 |            | Chiết Giang |
| Ủy nhiệm |             | Trần Minh Xu                | 15/12/1931 | 1/1//1932  |            | Quảng Tây   |
| 3        | không khung | Tôn Khoa                    | 1/1//1932  | 28/1/1932  |            | Quảng Đông  |
| 4        | không khung | Uông Triệu Minh             | 29/1/1932  | 16/12/1935 |            | Chiết Giang |
| Ủy nhiệm |             | Tống Tử Văn                 | 25/8/1932  | 30/3/1933  |            | Hải Nam     |
| Ủy nhiệm |             | Khổng Tường Hi              | 2/7/1935   | 23/8/1935/ |            | Hà Bắc      |
| Ủy nhiệm |             | Khổng Tường Hi              | 6/11/1935  | 16/12/1935 |            | Hà Bắc      |
| 5        |             | Tưởng Trung Chính （Lần 2） | 16/12/1935 | 1/1/1938   |            | Chiết Giang |
| Ủy nhiệm |             | Khổng Tường Hi              | 13/12/1936 | 6/4/1937   |            | Hà Bắc      |
| Ủy nhiệm | không khung | Vương Sủng Huệ              | 6/4/1937   | 29/5/1937  |            | Quảng Đông  |
| 6        |             | Khổng Tường Hi              | 1/1/1938   | 11/12/1939 |            | Hà Bắc      |
| 7        |             | Tưởng Trung Chính （Lần 3） | 11/12/1939 | 4/6/1945   |            | Chiết Giang |
| Ủy nhiệm |             | Tống Tử Văn                 | 4/12/1944  | 4/6/1945   |            | Hải Nam     |
| 8        |             | Tống Tử Văn                 | 4/6/1945   | 1/3/1947   |            | Hải Nam     |
| Ủy nhiệm |             | Tưởng Trung Chính           | 1/3/1947   | 23/4/1947  |            | Chiết Giang |
| 9        | không khung | Trương Quần                 | 23/4/1947  | 24/5/1948  |            | Tứ Xuyên    |

### Hậu Hiến pháp
|          |             |                            |            |             |                       |             |
| Thứ tự   | Hình ảnh    | Tên                        | Nhiệm kỳ   | Nhiệm kỳ    | Chính đảng            | Quê quán    |
| Thứ tự   | Hình ảnh    | Tên                        | Bắt đầu    | Kết thúc    | Chính đảng            | Quê quán    |
| 1        |             | Ông Văn Hạo                | 25/5/1948  | 26/11/1948  |                       | Chiết Giang |
| 2        | không khung | Tôn Khoa （Lần 2）         | 26/11/1948 | 12/3/1949   |                       | Quảng Đông  |
| 3        |             | Hà Ứng Khâm                | 12/3/1949  | 13/6/1949   |                       | Quý Châu    |
| 4        |             | Diêm Tích Sơn              | 13/6/1949  | 10/3/1950   |                       | Sơn Tây     |
| 5        |             | Trần Thành                 | 10/3/1950  | 1/6/1954    |                       | Chiết Giang |
| 6        |             | Du Hồng Quân               | 1/6/1954   | 15/7/1958   |                       | Quảng Đông  |
| 7        |             | Trần Thành （Lần 2）       | 15/7/1958  | 12/6/1963   |                       | Chiết Giang |
| Ủy nhiệm | không khung | Vương Vân Ngũ              | 1/7/1963   | 16/9/1963   |                       | Quảng Đông  |
| 8        |             | Nghiêm Gia Cam             | 16/12/1963 | 1/6/1972    |                       | Giang Tô    |
| 9        | không khung | Tưởng Kinh Quốc            | 1/6/1972   | 19/5/1978   |                       | Chiết Giang |
| Ủy nhiệm | không khung | Từ Khánh Chung             | 19/5/1978  | 1/6/1978    |                       | Quảng Đông  |
| 10       | không khung | Tôn Vận Tuyền              | 1/6/1978   | 1/6/1984    |                       | Sơn Đông    |
| 11       | không khung | Du Quốc Hoa                | 1/6/1984   | 1/6/1989    |                       | Chiết Giang |
| 12       | không khung | Lý Hoán                    | 1/6/1989   | 1/6/1990    |                       | Hồ Bắc      |
| 13       | không khung | Hác Bá Thôn                | 1/6/1990   | 27/2/1993   |                       | Giang Tô    |
| 14       |             | Liên Chiến                 | 27/2/1993  | 1/9/1997    |                       | Đài Nam     |
| 15       | không khung | Tiêu Vạn Trường            | 1/9/1997   | 20/5/2000   |                       | Gia Nghĩa   |
| 16       |             | Đường Phi                  | 20/5/2000  | 6/10/2000   |                       | Giang Tô    |
| 17       | không khung | Trương Tuấn Hùng (lần 1)   | 6/10/2000  | 1/2/2002    |                       | Gia Nghĩa   |
| 18       | không khung | Du Tích Khôn               | 1/2/2002   | 1/2/2005    |                       | Nghi Lan    |
| 19       | không khung | Tạ Trường Đình             | 1/2/2005   | 25/1/2006   |                       | Đài Bắc     |
| 20       |             | Tô Trinh Xương             | 25/1/2006  | 21/5/2007   |                       | Bình Đông   |
| 21       | không khung | Trương Tuấn Hùng （Lần 2） | 21/5/2007  | 20/5/2008   |                       | Gia Nghĩa   |
| 22       | không khung | Lưu Triệu Huyền            | 20/5/2008  | 10/9/2009   |                       | Hồ Nam      |
| 23       | không khung | Ngô Đôn Nghĩa              | 10/9/2009  | 6/2/2012    |                       | Nam Đầu     |
| 24       |             | Trần Xung                  | 6/2/2012   | 1/2/2013    |                       | Phúc Kiến   |
| 25       | không khung | Giang Nghi Hoa             | 1/2/2013   | 8/12/2014   |                       | Phúc Kiến   |
| 26       |             | Mao Trị Quốc               | 8/12/2014  | 18/1/2016   |                       | Chiết Giang |
| 27       | không khung | Trương Thiện Chính         | 1/2/2016   | 20/5/2016   | Chính trị gia độc lập | Thiên Tân   |
| 28       |             | Lâm Toàn                   | 20/5/2016  | 8/9/2017    | Chính trị gia độc lập | Giang Tô    |
| 29       | không khung | Lại Thanh Đức              | 8/9/2017   | 14/1/2019   |                       | Tân Bắc     |
| 30       | không khung | Tô Trinh Xương             | 14/1/2019  | 31/1/2023   |                       | Bình Đông   |
| 31       | không khung | Trần Kiến Nhân             | 31/1/2023  | 20/5/2024   |                       | Cao Hùng    |
| 32       | không khung | Trác Vinh Thái             | 20/5/2024  | Đương nhiệm |                       | Đài Bắc     |